# Hero (musiker)
Kim Jaejoong (Hangul: 김재중, Hanja: 金在中; född 26 januari 1986), mer känd för sitt artistnamn Hero, är en koreansk singer/songwriter, kompositör & tillfällig skådespelare. Han är medlem i det sydkoreanska pojkbandet JYJ. Han var tidigare en av originalmedlemmarna i gruppen TVXQ, känd som Dong Bang Shin Ki I Korea & Tohoshinki i Japan.